# Ананьевская (Нюксенский район)
Ананьевская — деревня в Нюксенском районе Вологодской области.
Входит в состав Городищенского сельского поселения, с точки зрения административно-территориального деления — в Городищенский сельсовет.
Расстояние по автодороге до районного центра Нюксеницы — 43 км, до центра муниципального образования Городищны — 3 км. Ближайшие населённые пункты — Лукино, Ляменская, Слободка, Микшино, Юшково, Великий Двор.
По переписи 2002 года население — 20 человек (8 мужчин, 12 женщин). Всё население — русские.